# Перманентна смерть
Перманентна смерть (англ. permadeath) — у відеоіграх втрата гравцем персонажа без можливості відродити, завантажити зі збереження або відновити його іншим способом. Поняття перманентної смерті пов'язують із втратою пройденого сюжету, екіпірування, перешкодами при відновленні гри або повним знищенням ігрового світу. Після перманентної смерті гравець не може повернутися в ігровий світ і може лише розпочати гру спочатку.
Поняття перманентної смерті не має строгого визначення, і її застосування варіюється від малобюджетних ігор жанру roguelike, таких як FTL: Faster Than Light, до дорогих AAA-блокбастерів, таких як XCOM: Enemy Unknown. Перманентна смерть може бути як окремою особливістю гри, так і базовим елементом, що трактується на рівні ігрового жанру. Але в загальному випадку перманентна смерть описує неможливість будь-як вплинути на минуле, а помилки гравця в цій моделі мають безповоротні наслідки.
У ранній історії відеоігор перманентна смерть була наслідком обмеженості апаратних можливостей комп'ютерів, і гравці її сприймали як щось природне. Згодом перманентна смерть почала втрачати популярність, оскільки відштовхувала гравців, і розробники стали більше зважати на альтернативні моделі, наприклад паролі або контрольні точки. Ситуація почала змінюватися в 2010-х роках, коли інтерес до перманентної смерті зріс — почали виділятись категорії гравців, яким подобається уникнення перманентної смерті та пов'язані з цим складнощі. Відповідно, це зумовило появу ігор, у яких перманентна смерть є одним із головних елементів ігрового процесу .
Уведення перманентної смерті має як позитивні, і негативні ефекти. Вона може діяти у всій грі або бути одним із пропонованих ігрових режимів . Відомі низка факторів, на підставі яких можуть ухвалюватися рішення про введення концепту перманентної смерті в гру. Так, її використанню сприяє відсутність сюжету, виживання, змагальність, стратегічність, різноманітність варіантів закінчення гри. Разом з тим, якщо проєктується гра з конкретним сюжетом, або вона спрямована на збирання предметів, то введення перманентної смерті найпевніше негативно позначиться на грабельності .

## Історія
Поняття смерті ігрового персонажа існувало ще до появи відеоігор, наприклад, у настільній грі Dungeons & Dragons. У ранній історії відеоігор загибель персонажа була рівнозначна закінченню гри, але з часом змінювалася сама концепція смерті. Дизайнери ігор помітили, що використанню класичного розуміння смерті бракує сталості, і поступово, зі введенням концепції життів та очок здоров'я, втрата персонажа стала сприйматися як тимчасова або незначна невдача, після якої гравець може відновитися. Наприклад, якщо Маріо гине, то гра повертає його в безпечне місце зі втратою життя. У Battlefield загиблий персонаж відроджується за кілька секунд у спеціальному безпечному місці. Таким чином, смерть найчастіше використовується як спосіб покарання за помилки гравця, але при цьому ігровий персонаж є безсмертним і втрачає лише частину прогресу. Перманентна смерть є альтернативною ігровою механікою, яка є сильним покаранням, що знищує весь досвід сеансу гри.
У ранній період розвитку індустрії відеоігор перманентна смерть була обумовлена апаратними обмеженнями, що не передбачали можливості збереження гри (наприклад, в іграх Pac-Man, Donkey Kong або Centipede), а також через невелику різноманітність ігрового контенту — останнє пов'язане з обмеженнями пам'яті та обмягу зовнішніх носіїв. У деяких випадках збереження гри було непрактичним — наприклад, стосовно ігрових автоматів вважалося, що гравець і не повертатиметься до гри після поразки. Відповідно перманентна смерть була цілком природною.

Згодом ситуація стала змінюватися, оскільки модель, за якої можна отримати невелику нагороду і при цьому ймовірна велика втрата, виявилася непопулярною — це було несумісно з мотивацією гравця та втратою досягнутого. Для обходу цієї проблеми розробники використовували різні методи. Одним із ранніх проявів є поява ігрового рахунку та таблиці рекордів, коли гра зберігала кількість набраних гравцем очок, і це досягнення можна було бачити під час наступних сеансів гри. Однією з перших ігор, що реалізують такий спосіб, стала в 1978 Space Invaders, яка містила таблицю з 10 кращих результатів гравців, яка зберігалася до вимкнення грального автомата. Зв'язок із попереднім досвідом та заслугами інших гравців підвищував інтерес до гри, оскільки користувачі хотіли повернутися і поставити новий рекорд. Надалі для уникнення перманентної смерті використовували й інші моделі, такі як введення контрольних точок, збереження через паролі тощо.
Як на мене, гравці зрештою завжди шукають щось нове. Перманентна смерть - один із випадків незвичайного досвіду. [Використовуючи її] ми зневажаємо гравців. Вони до такого не звикли. Але це їм подобається.
Використання перманентної смерті ускладнюють потенційні технічні проблеми, коли вона може статися через програмну помилку або втрату Інтернет-з'єднання. Однак існують категорії гравців, для яких цікаве уникнення перманентної смерті та пов'язані з цим складнощі. Це є однією з причин, через які у 2010-х роках почала підвищуватися популярність моделі перманентної смерті. Перманентна смерть в іграх часто використовується як один зі способів проходження, коли користувач може увімкнути цей режим у налаштуваннях гри. Наприклад, у Minecraft крім трьох рівнів складності є окремий рівень, коли гравець має лише одне життя, а в разі його втрати зникає все, що він створив. При цьому поширена практика, коли розробники ігор не включають цього режиму за умовчанням і не дають доступу до нього гравцям, які ще не здобули деяких навичок у грі.
Еволюція моделі перманентної смерті призвела до того, що почали з'являтись ігри, в яких вона стала основною особливістю, а сама інтерпретація моделі в деяких випадках трактується до рівня ігрового жанру. Так, під час розробки гри Rust 2013 року (вийшла у 2018) метою стало створення соціальної системи з гравців, яким доводиться виживати спільно. Іншим прикладом є DayZ, що еволюціонувала з 2012 року від модифікації ArmA 2 до повноцінної гри, яка вийшла 2018 року. В DayZ персонаж гравця поміщається в постапокаліптичний світ, де має виживати під загрозою перманентної смерті.

## Особливості
Це підвищує збудження. Якщо гравець чимось ризикує — у більшості ігор йдеться про час, витрачений на досягнення певної точки — то через ризик втрати гра стає більш захопливою. Якщо можна просто натиснути клавішу і завантажити все назад, вигравати стає вже не так приємно, а програвати не так страшно.
Використання моделі перманентної смерті має такі позитивні моменти:
- посилює емоційний відгук від ігрового процесу: виживання в ситуації, коли можлива втрата всього ігрового досвіду сеансу, і відчуття страху дають більший емоційний ефект;
- підвищення переграваності: якщо ігровий персонаж гине назавжди, то у гравця з меншою ймовірністю вийде детально вивчити всю карту ігрового світу або виконати кожен квест; втрата ігрового персонажа не обов'язково означає повторення того самого проходження — починаючи гру від самого початку, гравець може вибрати іншого персонажа, з іншими характеристиками; перманентна смерть тут ще стимулює гравця вибрати іншу роль, тому що гравець не прив'язується до вже накопиченого досвіду або розвиненого персонажа;
- збільшення ризику покращує занурення в гру: це наближає події в ігровому світі до реального життя, де досвід обмежений і не можна завантажитися зі збереженного; гравцеві доводиться постійно оцінювати ризики, через які гра може закінчитися, що створює додатковий ефект занурення;
- створення ефекту героїзму: якщо гравець може зберегтися і завантажитися, він практично нічим не ризикує, що створює ефект того, що з одного боку, гра намагається зробити гравця героєм, але насправді ніхто з гравців ним не стає; у разі перманентної смерті з'являється ризик втрати всього, що підвищує значущість досягнень[11].

До негативних проявів перманентної смерті відносять:
- негативна реакція гравців на факт перманентної смерті: емоційна відповідь залежить як від характеру людини, так і кількості сил, вкладених у ігровий сеанс; користувачі, які не звикли до ігрового процесу з перманентною смертю, можуть намагатися грати на основі досвіду інших ігор, де такої системи немає, і в цьому випадку реакція посилюється — як наслідок, гравець може залишити гру і більше не повернутися до неї;
- втрата аудиторії багатокористувацьких онлайнових ігор, у які гравці приходять, щоб без напруження провести свій час;
- у багатокористувацьких іграх проявляються ефекти взаємодії між гравцями: наприклад, з'являються ґрифери, які шукають і знищують назавжди персонажів інших гравців, що викликає негативну реакцію спільноти ігрового світу.

## У проєктуванні ігор
Успішність використання моделі перманентної смерті під час проєктування гри залежить від низки особливостей, серед яких виділяють більш характерні та менш імовірні. Іншими словами, перманентна смерть найпевніш підійде для ігор з такими особливостями:
- ігри без сюжету — зазвичай природа перманентної смерті передбачає, що ігровий персонаж гине часто, і повторення однієї й тієї ж історії стає неприйнятним; проте в деяких іграх (наприклад, рольових), розробники включають перманентну смерть як один із пунктів налаштувань[13];
- виживання — це саме те, що передбачає перманентна смерть; додання її ризику разом зі втратою всього досвіду ігрового сеансу створює необхідність захисту персонажа та відповідне занурення в гру;
- змагальні ігри — якщо гравець поміщається в оточення, де йому доводиться змагатися з іншими людьми, то перманентна смерть виступає як сильне покарання за допущені помилки і підвищує цінність перемоги;
- стратегічні ігри — якщо гра використовує стратегічні аспекти, то це вимагає від гравця планувати те, що відбувається, і робити ходи, близькі до оптимальних; у таких іграх перманентна смерть найчастіше може бути додатковим параметром, який може налаштувати гравець;
- відсутність конкретного завершення гри — якщо під час проєктування ціль не визначена, то впровадження перманентної смерті може створити мотивацію виживання; якщо гравець досяг у ігровому світі всього, йому стає нудно; альтернативним варіантом є ймовірна чи неминуча смерть персонажа, після чого створюється новий ігровий світ, який гравець починає вивчати спочатку[11].

Разом з тим, є низка випадків, коли включати модель перманентної смерті в гру небажано:
- ігри, в яких сюжет є важливою складовою, — у разі загибелі персонажа гравець не зможе побачити частину історії, що залишилася, і завершити проходження, повністю ознайомившись із сюжетом; таким чином, зменшується грабельність.
- ігри зі збиранням предметів — якщо ігровий процес полягає у збиранні різних предметів, виконанні багатьох завдань, покращенні характеристик ігрового персонажа, втрата всього накопиченого разом із загибеллю персонажа може стати настільки болісною, що гравець може не повернутися до гри.

Відсутність перманентної смерті деяких випадках вимагає від гри пояснення, чому, наприклад, ігровий персонаж відроджується знову і знову, а погане уявлення цього процесу веде до зменшення ефекту занурення в гру. Реалізація моделі перманентної смерті найчастіше вимагає вирішення складніших проблем ігрового балансу, зокрема, співвідношення ризику та нагороди, але при цьому введення моделі, як правило, не впливає на сюжет і не потребує перепроєктування рівнів та персонажів.
Для того, щоб зробити перманентну смерть контрастнішою, може бути зроблено так, щоб ігровий персонаж був важливим для гравця, щоб він був унікальним (не клоном чогось), і це посилювало б ризик його втрати. Подібний прийом використовується при смерті неігрових персонажів, коли може загинути хтось, з ким гравець потоваришував в ігровому світі, його слуга, що супроводжує, або чимось близький гравцю персонаж. У цьому випадку небажано після загибелі замінювати втраченого його двоюрідним братом, і в цьому сенсі смерть має бути остаточною. Подібні процеси в грі можуть бути неявними. Наприклад, якщо Маріо гине, і гра повертає гравця в безпечне місце, то незрозуміло, чи є Маріо, який з'явився після втрати життя, його клоном, чи це той самий Маріо. Відсутність відчуття загибелі призводить до відходу від моделі перманентної смерті. І навпаки, створення унікального персонажа в світі, що не повторюється, прибирає відчуття клонування, а гравець починає контрастніше розрізняти події смерті, що робить кожну загибель унікальною.
Відчуття перманентної смерті є емоційнішим для настільних ігор, якими керує людина. У цих іграх «майстер гри» особисто спілкується з гравцями та веде їх за задуманим сюжетом, розповідаючи про правила ігрового світу та створюючи в ньому події. Таке залучення створює у гравців більш значуще й героїчне відчуття того, що відбувається. Введення перманентної смерті одночасно стимулює емоційний відгук та необхідність думати, що створює особливі ситуації та поведінку. Так, у DayZ ігрові персонажі можуть бути безповоротно пограбованими, викраденими, а гравців змушують співати під дулом пістолета. Це починає працювати саме тому, що всі гравці, як і в реальному світі, мають одне життя і готові піти на багато чого, щоб зберегти його.
Найкраще, що є в перманентній смерті, це те, що вона підштовхує [гравців] освоювати саму систему. Оскільки ігровий світ (зазвичай) змінюється щоразу, коли ти гинеш, гравцеві доводиться розуміти правила ігрового світу та спиратися на отримані знання, а не просто механічно зазубрювати, як проходити гру.
Ігри низки жанрів (аркадних файтингів, горизонтальних і вертикальних скроллерів, стратегій тощо) включають перманентну смерть як один з центральних елементів ігрового процесу, але на ній не акцентується. Спільним у іграх з моделлю перманентної смерті є те, що згодом цінністю для користувача стає не стан ігрових світів, а отримані вміння та навички в грі, в яку згодом він грає краще: прискорюється реакція, запам'ятовуються патерни переміщення ворогів, покращується розуміння того, що відбувається тощо. Якщо розглянути ігри жанру roguelike, для яких перманентна смерть характерна, то в них основними факторами підвищення майстерності є краще розуміння ігрового розмаїття та виваженість ризику та нагороди для тих чи інших дій.
У цих іграх є багато предметів і способів взаємодій із ними. Наприклад, у Spelunky, щоб урятувати дівчину, головний герой може взяти її й віднести до потрібного місця. Однак згодом гравець може помітити, що в грі предмети можна кидати, як і дівчину, і, відповідно, її можна кидати і знищувати ворогів, перекидати через перешкоди тощо. Введення перманентної смерті в таких іграх змінює ігровий процес так, що стає цікаво вивчати закони ігрового світу та знаходити цікаві способи вирішення тих чи інших завдань. Якщо ж гра надає можливість збереження, то змінюється ставлення гравця до його прогресу: якщо гравець припускається помилок і його навички недостатні для проходження рівня, і при цьому використовується збереження, то він не зможе освоїти складніші механіки або пройти складніші рівні. Для ігор, що зберігаються, одночасно змінюється ставлення геймдизайнерів — вони не можуть розраховувати на те, що гравець володіє потрібним рівнем майстерності. Як наслідок, може втрачатися складність проєктованих ігрових механік так, що рівні перетворюються на окремі міні-ігри.
Введення перманентної смерті часто супроводжується процедурним генеруванням ігрового контенту. Це пов'язане з тим, що якщо грабельність формується виходячи з закономірностей ігрового світу, то повторювати одне й те ж стає нудно, а зрештою гравець просто вивчає деяку послідовність дій. Генерування вирішує цю проблему, оскільки гравець від початку потрапляє в новий світ, але з тими самими закономірностями.